# Gzip
gzip ist ein freies Kompressionsprogramm, das – ebenso wie das entsprechende Dateiformat gzip – praktisch für alle Computerbetriebssysteme verfügbar ist (unter den Bedingungen der GPL auch im Quelltext).
Allgemein ist gzip die Kurzform für „GNU zip“, wobei „zip“ vom englischen Wort für den Reißverschluss entlehnt wurde. OpenBSD hat eine BSD-lizenzierte Reimplementierung unter den Namen gzip(1), gunzip(1) sowie gzcat(1) vorgenommen, die völlig kompatibel zu den GNU-Werkzeugen ist.
gzip bietet einen für Text zufriedenstellenden Kompressionsgrad und ist frei von patentierten Algorithmen (deflate wird verwendet). Es wurde ursprünglich von Jean-Loup Gailly entwickelt, um das unter Unix verwendete compress zu ersetzen. Mark Adler schrieb das Dekompressionsprogramm gunzip.

## Technik
gzip basiert auf dem Deflate-Algorithmus, der eine Kombination aus LZ77 und Huffman-Kodierung ist. Deflate wurde als Reaktion auf die Patente entwickelt, die auf LZW und anderen Kompressionsalgorithmen bestanden. Auch das ZIP-Dateiformat verwendet hauptsächlich Deflate zur Komprimierung, darf aber ansonsten nicht mit gzip verwechselt werden.
Die Fenstergröße bei gzip beträgt 32 KiB. Wenn eine Abfolge von Bytes sich in den vorherigen 32 KiB nicht wiederholt, wird sie unkomprimiert in der .gz-Datei gespeichert. Diese Fenstergröße ist gegenüber modernen Kompressionsprogrammen (z. B. bzip2 mit 100 bis 900 KiB Blockgröße, rzip als Extremfall mit 900 MiB Fenstergröße) veraltet, jedoch ist gzip immer noch eines der schnellsten Kompressions-Programme und kann vielseitig eingesetzt werden, zum Beispiel in Verbindung mit einer sogenannten Pipeline – die Ausgabe („standard out“) eines Programms kann die Eingabe („standard in“) von gzip darstellen und umgekehrt.
Um die Entwicklung von Software zu vereinfachen, die Datenkompression nutzt, wurde die zlib-Bibliothek geschrieben. Sie unterstützt das gzip-Dateiformat und die Deflate-Kompression. Die Bibliothek ist weit verbreitet, da sie klein, effizient und vielseitig ist.

## Aufbau
Das Archiv-Dateiformat für gzip ist gemäß RFC 1952 in Version 4.3 vom Mai 1996 spezifiziert. Wenn einzelne Dateien mit gzip komprimiert werden, werden auch diverse Metadaten gespeichert, u. a. das Betriebssystem, unter dem das Archiv erstellt wurde, sowie die einzelnen Dateinamen und ihre Modifikationszeiten.
Auf modernen Betriebssystemen ergeben sich in dieser letzten Version des Archivformats bei den Metadaten folgende Einschränkungen:
- Die Dateigröße der Quelldatei ist auf Modulo 232 (entspricht 4 GiB) begrenzt, sodass unkomprimierte Dateigrößen > 4 GiB nicht korrekt angezeigt werden können, obwohl die Dateien selbst korrekt komprimiert wurden und auch dekomprimiert werden können. Es gibt jedoch Workarounds um die korrekten unkomprimierten Dateigrößen zu ermitteln.
- Die Modifikationszeit ist in der Zukunft auf den 7. Februar 2106, 06:28:15 UTC, beschränkt und speichert nur Sekundengenau. Moderne 64-Bit-Systeme unterstützen jedoch meist auch Mikro- und Nanosekunden – diese können in einem GZIP-Archiv weder gespeichert werden noch können sie wiederhergestellt werden. Auf einigen 32-Bit-Systemen hingegen ist das reale Limit für die Modifikationszeit in der Zukunft real niedriger, wenn diese vom Jahr-2038-Problem betroffen sind, was auf allen älteren Unix-artigen Betriebssystemen der Fall ist.[6]

Eine Gzip-Datei besteht aus folgenden Komponenten in dieser Reihenfolge:
| Größe(bytes) | Optional | Komponente                                                                              |
| ------------ | -------- | --------------------------------------------------------------------------------------- |
| 10           | Nein     | Header                                                                                  |
| dynamisch    | Ja       | Zusatzinformationen                                                                     |
| dynamisch    | Ja       | Original-Dateiname                                                                      |
| dynamisch    | Ja       | Dateikommentar                                                                          |
| 2            | Ja       | CRC-16 Prüfsumme für Header, Zusatzinformationen, Original-Dateiname und Dateikommentar |
| dynamisch    | Nein     | komprimierte Nutzdaten                                                                  |
| 4            | Nein     | CRC-32 Prüfsumme für die unkomprimierte Quelldatei                                      |
| 4            | Nein     | Größe der unkomprimierten Quelldatei Modulo 232                                         |

### Header
| Position | Länge(bytes) | Kürzel   | Bedeutung |
| -------- | ------------ | -------- | --- |
| 0        | 2            | ID1, ID2 | Magische Zahl (immer 0x1F, 0x8B) |
| 2        | 1            | CM       | Kompressionsmethode 0x00 bis 0x07 sind reserviert. 0x08 bedeutet „Deflate“. |
| 3        | 1            | FLG      | Bitfeld, siehe FLG-Bitfeld |
| 4        | 4            | MTIME    | Modifikationszeitstempel als Unixzeit, ein Nullwert bedeutet, dass kein Zeitstempel verfügbar ist. |
| 8        | 1            | XFL      | kompressionsmethodenspezifische Zusatzinformationen Für Deflate sind folgende Werte definiert: 0x02 = Des Kompressionsprogramm hat den stärksten, langsamsten Algorithmus angewandt. 0x04 = Das Kompressionsprogramm hat den schnellsten Algorithmus angewandt. |
| 9        | 1            | OS       | Art des Dateisystems bzw. Betriebssystems von welchem aus die Kompression durchgeführt wurde. Siehe Betriebssystemtabelle. |

#### FLG-Bitfeld
Wichtig ist, dass hier immer die Bits beachtet werden. Das bedeutet, dass z. B. 00010011 (binär) = 19 (dezimal) = 0x13 (hexadezimal) folgendes aussagt: Die Datei ist wahrscheinlich ASCII-Text, eine CRC-16 Prüfsumme ist vorhanden, optionale Zusatzinformationen sind nicht vorhanden, der originale Dateiname ist nicht vorhanden und ein Dateikommentar ist vorhanden.
| Bitposition | Dezimalwert | Kürzel   | Bedeutung                           |
| ----------- | ----------- | -------- | ----------------------------------- |
| 0           | 1           | FTEXT    | Datei ist wahrscheinlich ASCII-Text |
| 1           | 2           | FHCRC    | CRC-16 Prüfsumme ist vorhanden      |
| 2           | 4           | FEXTRA   | Zusatzinformationen sind vorhanden  |
| 3           | 8           | FNAME    | Original-Dateiname ist vorhanden    |
| 4           | 16          | FCOMMENT | Dateikommentar ist vorhanden        |
| 5           | 32          |          | Reserviert (muss 0 sein)            |
| 6           | 64          |          | Reserviert (muss 0 sein)            |
| 7           | 128         |          | Reserviert (muss 0 sein)            |

#### Betriebssystemtabelle
| Byte Wert | Bedeutung                                      |
| --------- | ---------------------------------------------- |
| 0         | FAT (Dateisystem)                              |
| 1         | AmigaOS                                        |
| 2         | VMS oder OpenVMS                               |
| 3         | Unix                                           |
| 4         | VM oder CMS                                    |
| 5         | Atari TOS                                      |
| 6         | HPFS (Dateisystem)                             |
| 7         | Macintosh (Plattform), Mac OS (Betriebssystem) |
| 8         | Z-System                                       |
| 9         | CP/M                                           |
| 10        | TOPS-20                                        |
| 11        | NTFS (Dateisystem)                             |
| 12        | QDOS                                           |
| 13        | Acorn RISC OS                                  |
| 255       | Unbekannt                                      |

### Optionale Felder

#### Zusatzinformationen
Wenn FEXTRA gesetzt ist, folgt ein zwei Byte großes Feld, welches die Größe der Zusatzinformationen angibt, gefolgt von den Zusatzinformationen selbst in einem speziellen Format.

#### Original-Dateiname
Wenn FNAME gesetzt ist, folgt der Original-Dateiname als nullterminierte Zeichenkette mit ISO 8859-1 Kodierung.

#### Dateikommentar
Wenn FCOMMENT gesetzt ist, folgt der Dateikommentar als nullterminierte Zeichenkette mit ISO 8859-1 Kodierung. Der Dateikommentar ist nicht programmatisch zu interpretieren und dient nur dazu vom Endbenutzer gelesen zu werden.

#### CRC-16 Prüfsumme
Wenn FHCRC gesetzt ist, folgt die CRC-16 Prüfsumme, bestehend aus den zwei niedrigen Bytes der CRC-32 Prüfsumme des Headers inklusive der optionalen Felder(mit Ausnahme der Prüfsumme selbst).

### CRC-32 Prüfsumme und Dateigröße
Es folgen eine CRC-32 Prüfsumme und die Größe der unkomprimierten Originaldatei. Die Dateigröße wird Modulo 232 gespeichert, was zur Folge hat, dass das Dateigrößenfeld bei Dateigrößen > 4 GiB nicht aussagekräftig ist.

## Beispielaufrufe
Eine Datei packen:
```
gzip <Dateiname>
```

Eine gepackte Datei entpacken:
```
gzip -d <Dateiname>
```

oder
```
gunzip <Dateiname>
```

Rekursiv alle Dateien in einem Verzeichnis packen und die Kompressionsrate angeben:
```
gzip -rv <Verzeichnis>
```

Eine komprimierte Text-Datei ausgeben:
```
zcat <Dateiname>
```

Eine defekte komprimierte Datei bis zur Fehlerstelle entpacken:
```
zcat <gzip-Datei> > <Ziel-Datei>
```

Ermittlung der unkomprimierten Dateigröße bei archivierten Dateien, die größer als 4 GiB sind:
```
zcat <gzip-Datei> | 
wc
 -c
```

## gzip-komprimierte Dateien
Die übliche Dateiendung für gzip-komprimierte Dateien ist heute .gz, früher auch .z.
Da gzip nur einzelne Dateien komprimieren kann, werden mehrere Dateien bzw. Verzeichnisbäume üblicherweise zunächst mit tar zu einer Tarball genannten Archivdatei zusammengefasst, welche anschließend mit gzip komprimiert wird.

Zunächst werden Dateien (Kreise) mit tar gepackt, anschließend wird dieses Archiv mit gzip komprimiert.

Solche komprimierten Archivdateien tragen dann meist die doppelte Endung .tar.gz oder auch einfach .tgz.
Diese Methode ermöglicht insgesamt bessere Komprimierung, da so Redundanzen zwischen den einzelnen Dateien ausgenutzt werden können (progressive Kompression), erschwert aber den Zugriff auf die einzelnen Bestandteile.

## Verbreitung
Unter Unix ist die Komprimierung mit gzip heute Standard, weil sie für viele Aufgaben einen guten Kompromiss aus hoher Geschwindigkeit und guter Datenreduktion ermöglicht. Wo es weniger auf Geschwindigkeit als auf minimale Dateigrößen ankommt (etwa bei der breiten Verteilung von Daten über relativ langsame Netze), werden allerdings zunehmend bzip2 und LZMA verwendet (ebenso wie bei gzip in Kombination mit tar).
Das zlib-komprimierte Dateiformat, der Deflate-Algorithmus und das gzip-Dateiformat wurden 1996 als Request for Comments RFC 1950, RFC 1951 und RFC 1952 standardisiert.